# 스렝
스렝(아일랜드어: Sreng, Streng)은 아일랜드 신화에 등장하는 인물로, 피르 보르의 전사였다. 모리투라 1차 전투 때 투어허 데 다넌의 왕 누아자와 맞서 싸워 강력한 일격을 가해 누아자의 방패를 쪼개고 팔을 절단했다.
패배 직전에까지 몰려서도 스렝과 3백명의 피르 보르 생존자들은 최후 일인까지 싸우기로 맹세했다. 그러자 데 다난 침략자들은 그들의 의지를 숭고히 평가하여 에린 땅의 5분의 1을 주겠다고 제의했다. 양측은 이것을 수락하고 싸움을 멈추었다. 피르 보르는 코나크타(오늘날의 코노트)에서 살았으며, 이곳의 주민들은 17세기까지 스렝을 자신들의 선조로 추앙했다.

## 참고 자료
- 찰스 스콰이어. "《켈트 신화와 전설》(Celtic Myth and Legend)." Newcastle Publishing Co., USA, 1975. Reprinted from the first edition in 1905, Great Britain. ISBN 0-87877-029-1.